# Pintor de Afrodita
Pintor de Afrodita es el nombre convenido de un pintor de vasos griego de Apulia, activo desde aproximadamente el año 340 al 325 a. C. Decoró vasos de figuras rojas de cerámica paestana. Después de Asteas y Pitón, no solo fue el representante más importante del taller de Asteas-Pitón, sino también de la pintura de vasos paestana en su conjunto.
Arthur Dale Trendall lo considera uno de los primeros alfareros de Apulia (procedía de Tarento), que se estableció en Paestum y, como pintor, conservó muchas características de Apulia en sus obras; por ejemplo, pintó intrincados diseños vegetales y ornamentales en vasos, también pintó "xilófonos" (este instrumento "musical" también aparece en al menos treinta pinturas de vasos del estilo de Egnacia, pero nadie lo toca en estas escenas, e introdujo el enócoe de cuello largo en el repertorio de Paestum. Parte de su obra se asemeja a la del Pintor de Toledo, que probablemente trabajó en el norte de Apulia. Sin embargo, pronto adoptó los motivos y esquemas compositivos de Paestum (ya utilizaba elementos típicos de Paestum, como la "flor de Astea" y el borde punteado en las túnicas de las figuras. Algunas de sus obras se asemejan a las del Pintor de Toledo, que probablemente trabajó en el norte de Apulia. Los pintores de cerámica apulia tuvieron una gran influencia en el estilo de la cerámica paestana, influyendo en los cánones estilísticos establecidos por los pintores Asteas y Pitón, que permanecieron casi sin cambios hasta el 330 a. C.
Entre sus obras, destaca un ánfora de cuello con asas retorcidas, realizada en Paestum entre el 340 y el 330 a. C., que representa a la diosa Afrodita en un entorno decorado con elementos florales y vegetales (que recuerda claramente a la técnica policromada de Egnacia). Se conserva en el Museo Arqueológico Nacional de Paestum (n.º de inventario 20303) y destaca por su tamaño (altura: 92 cm) y su exquisita factura. Fue descubierto en 1967 durante las investigaciones arqueológicas de la necrópolis de Contrada Licinella en Paestum (en la tumba n.º 69). Formaba parte del ajuar funerario de la mujer, compuesto también por once vasos cerámicos que, a excepción de la lecánide (con cabeza femenina) y el plato con peces (el llamado "plato de pescado"), parecen haber sido producidos por el taller del Pintor de Afrodita, según un análisis estilístico, y en particular por las escenas representadas en los tres ejemplares principales: el ánfora en cuestión, el lebes gámico con una escena nupcial y el enócoe de cuello largo que representa el "Juicio de Paris". Los temas de los vasos se asocian con el mundo femenino, las bodas y la presencia de la diosa del amor, Afrodita (los otros vasos son: escifos, dos fíalas, una copa pintada de negro y dos guttus.
Junto con su colega, el Pintor del Orestes de Boston, marca la última etapa del taller de Asteas-Pitón. Tras el descubrimiento en la tumba 13 de la necrópolis de Contrada Licinella de un buen número de vasos asignados a él, la historia de la pintura de vasos del sur de Italia, y en particular de la paestana, tuvo que reescribirse en partes. Demostraron que la influencia posterior de Apulia en la pintura de vasos paestana debía establecerse mucho antes de lo que se había supuesto hasta ahora. Ya no está claro si había emigrado de Apulia, si había recibido allí su formación o por qué otras razones, pero está claro que primero aprendió el estilo regional de cerámica apulia, pintura de vasos del sur de Italia. Es posible que perteneciera a los alfareros itinerantes de Apulia, varios de los cuales se instalaron probablemente en Paestum a mediados del siglo IV a. C. Tras el hallazgo de una hidria suya en la tumba de Gaudo 1972/2, además de toda una serie de vasos posteriores de Asteas, parece probable que ambos estuvieran activos juntos en el taller de Asteas-Pitón en el periodo comprendido entre el 340 y el 330 a. C. aproximadamente. Aquí se adapta muy rápidamente al estilo del taller en gran parte, pero conserva permanentemente algunos detalles apulios de su método de trabajo. En esto se diferencia de los demás pintores de vasos apulios de Paestum, que no se adaptaron demasiado rápido al estilo regional paestano y siguieron trabajando a la manera apulia. 
La adaptación se manifiesta en el modo en que comienza a enmarcar sus escenas, a pintar las formas de cerámicas habituales en Paestum, como la ánfora de cuello o la variante lebes gámico con tapa de varios niveles, a pintar cabezas bajo las asas de las hidrias y a adoptar patrones locales de vestimenta y decoración. Estos motivos decorativos incluyen hiedras frutales en las bocas, decoración con la llamada «flor de asteas» y bordes de damero y de puntos. Según Arthur Dale Trendall, el vaso epónimo con el nombre decorada por el Pintor de Afrodita, una ánfora de cuello delgado con asas trenzadas, es el vaso más significativo encontrado hasta ahora en Paestum con una decoración especialmente rica. Aunque el pintor siguió siendo comparativamente generoso con sus adornos y se mantuvo así cerca de la pintura de vasos de Apulia, este vaso único no se repitió de esta manera. Posiblemente no correspondía al gusto regional.
Su se aprecia, entre otras cosas, en el dibujo de los rostros. Dibuja narices largas y rectas, labios más bien gruesos y utiliza tres trazos para indicar las cejas y los párpados superiores. Las figuras masculinas tienen dos pequeñas líneas junto a las rodillas. El pelo es largo y está rizado en espirales. Añade joyas a sus figuras con mucha generosidad y muy a menudo dibuja bandas en los brazos o en la parte inferior de las piernas con blanco opaco. Además, suele decorar las prendas de sus figuras con grandes puntos blancos. En una crátera muestra a Orestes en Delfos; es inusual en la composición la presencia de Electra, que probablemente no esté presente aquí. Su colega de taller, el pintor del  Orestes de Boston, también muestra a Orestes y Electra en la tumba de su padre en tres vasos, lo que habla de una cierta popularidad de este tema en esta época en el taller.
El Museo Arqueológico Nacional de Paestum posee la mayoría de las obras. 